# 聖日出夫
聖 日出夫（ひじり ひでお、1946年12月8日 - 2016年3月10日）は、日本の漫画家。

## 人物
北海道札幌市出身。本名：米浜裕暁（よねはま・ひろあき）。北海道札幌南高等学校卒業。
大学を受験するために上京するが、失敗。そのまま東京に居続け、1968年『一発野郎』で漫画家としてデビューした。
代表作に『なぜか笑介』『だから笑介』。両作品とも主人公の大原笑介の仕事ぶりを描いたサラリーマン漫画。連載のほぼ毎回、上司の高山課長が「あんたは…だからねーッ!」などと言うのに対して、「ズッ」と斜め後ろ45度の方向にコケて終わるのが特徴的で、当時は他の漫画にパロディとして使われたりした。
谷山浩子のバックバンドでベースを務めたミュージシャンの弟がいる。
2016年3月10日、胃がんのため死去。69歳没。

## 作品リスト

### 漫画
- なぜか笑介 - 小学館『ビッグコミックスピリッツ』に連載、単行本全29巻。
- だから笑介 - 『なぜか笑介』の続編、小学館『ビッグコミックスペリオール』に連載、単行本全22巻。
- 社長大原笑介 - 『だから笑介』の続編、小学館『ビッグコミックスペリオール』に連載、単行本全1巻。
- サンデーパパ - 小学館『ビッグコミック』にシリーズ読切、単行本全1巻。
- くのまち商店街 - 小学館『ビッグコミック』に連載、単行本全2巻。
- ステップ - 光文社『コミックBE! 』に連載、単行本全1巻。
- まんが世界食の祭典―北斗クンのイベント学入門 - 東急エージェンシー、1988年5月　ISBN 978-4924664487
- 大冒険・ラブ - 小学館『週刊少年サンデー』に連載（1972年33号～1972年37・38号）。
- ドクター・ジュン - 原作：佐々木守。小学館『週刊少年サンデー』に連載（1973年36号～1974年2号）。
- 試験あらし（テストあらし） - 小学館『週刊少年サンデー』に不定期連載、単行本全5巻。
  - 成績が悪く高校進学を諦めていた奇術師志望中学生が、弟子入り先にと目論んでいたプロ奇術師より「手先の器用さを活かしたカンニング技術を駆使しての高校入試受験突破」を目指す様に提案され、様々な試験カンニング技術の開発に挑む一種のライフハッキング系作品。
- 野球虫 - 小学館『週刊少年サンデー』に連載、単行本全2巻。
- ホーム・ルーム - 小学館『週刊サンデー増刊号』に連載、単行本全3巻。
- 生徒ドンマイ - 小学館『少年ビッグコミック』に連載、単行本全15巻。
  - 意思・予知能力などを持つ（裏表が同じで一見鋳造ミスの10円玉硬貨型）金属生命体と親しくなった受験生（少年）を描いたジュブナイルSF風作品。
- ボクら退屈族 - 小学館『少年ビッグコミック』に連載、単行本全3巻。
  - 様々な異世界（「鏡の中の世界」「写真の中の世界」「明晰夢の中の世界」など多種多様）へ自由に入り込む特殊能力を持つ少年を描いたファンタジー・コメディー作品。
- ツー・スリー - 小学館『小学四年生』に連載（1975年度）、単行本全1巻。
- 初恋ノート - 小学館『小学四年生』に連載（1976年度）。
- 人生二勝一敗（作・梶原一騎） - 集英社『週刊少年ジャンプ』に連載。
- ハチ屋のベンケイ - 秋田書店『週刊少年チャンピオン』に連載。
- 浪漫くん - 秋田書店『週刊少年チャンピオン』に連載。
- おいら熱血くん！ - 少年画報社『週刊少年キング』に連載（1972年14号～24号）。
- お勉強クラブ - 少年画報社『週刊少年キング』に連載（1976年44号～1977年19号）。
- アッジェ - リイド社『リイドコミック』に連載（？～1976年7月1日号）。
- 秘伝食伝 - 小学館『女性セブン』に連載（1985年～1986年）。

### ビジネス書
- うっちゃって社員の勝ち！―ヤングサラリーマンに贈る「人間関係学」 - 情報センター出版局、1991年9月 ISBN 978-4795801554
- ザ・飲ミュニケーション―出世する酒しない酒 - メディアファクトリー、1993年7月 ISBN 978-4889913026